# Thecla vallonia
Thecla vallonia är en fjärilsart som beskrevs av Charles Oberthür 1913. Thecla vallonia ingår i släktet Thecla och familjen juvelvingar. Inga underarter finns listade i Catalogue of Life.